# Ryō Endō
Ryō Endō (japanisch 遠藤 凌 Endō Ryō; * 6. Juli 1998 in der Präfektur Saitama) ist ein japanischer Fußballspieler.

## Karriere
Ryō Endō erlernte das Fußballspielen in der Jugendmannschaft der Urawa Red Diamonds sowie in der der Universitätsmannschaft der Toin University of Yokohama. Seinen ersten Profivertrag unterschrieb er am 1. Februar 2021 bei Albirex Niigata. Der Verein aus Niigata spielt in der zweiten japanischen Liga. Sein Zweitligadebüt gab Endō am 13. November 2021 (39. Spieltag) im Heimspiel gegen den Ehime FC. Hier wurde er in der 90.+2 Minute für Sōya Fujiwara eingewechselt. Albirex gewann das Spiel 2:0. Nach der Hinrunde 2022 wechselte er im Juli 2022 zum Drittligisten Iwaki FC. Am Ende der Saison 2022 feierte er mit Iwaki die Meisterschaft und den Aufstieg in die zweite Liga. Nach zwei Spielzeiten, in denen er 56 Ligaspiele bestritt, kehrte er Ende Januar 2024 nach der Ausleihe nach Niigata zurück. Nach insgesamt acht Ligaspielen für Albirex wechselte er im Januar 2025 zum Zweitligisten Zweitligisten Iwaki FC.

## Erfolge
Iwaki FC
- Japanischer Drittligameister: 2022  ▲